# 9-й Алабамский пехотный полк
9-й алабамский пехотный полк (англ. 9th Regiment Alabama Infantry) — представлял собой один из алабамских пехотных полков армии Конфедерации во время Гражданской войны в США. Полк прошёл все сражения гражданской войны на востоке от сражения при Уильямсберге до капитуляции при Аппоматтоксе.

## Формирование
Полк был сформирован в Ричмонде в мае 1861 года из рот, присланных из штата Алабама. Его первым командиром стал полковник Кадмус Уилкокс, а майором - Джозеф Кинг. В июне прибыли еще три алабамские роты и капитан Эдвард О'Нил, который был назначен майором. Полк был отправлен в Винчестер и включён в бригаду Эдмунда Кирби Смита. 3 июля капитан Самуэль Генри получил звание подполковника.

## Боевой путь
21 июля полк был направлен к Манассасу, но не успел прибыть на поле боя первого сражения при Булл-Ран из-за дорожного инцидента. В тот же день полковник Уилкокс получил звание бригадного генерала, а Самуэль Генри стал полковником и возглавил полк.
В марте 1862 года полк был отправлен на Вирджинский полуостров. Подполковник О'Нил в это время покинул полк, получил звание полковника и возглавил 26-й Алабамский пехотный полк. К началу апреля полк находился в укреплениях Йорктауна и участвовал в обороне города. После сдачи Йорктауна полк отступил к Уильямсбергу и участвовал в сражении при Уильямсберге. В ходе боя полк, наступая правее 19-го миссисипского при поддержке орудий форта №5, атаковал позиции федеральной бригады Хукера и взял штурмом позиции артиллерийской батареи, захватив 8 орудий и 70 пленных. Было потеряно 10 человек убитыми и 45 ранеными.
В ходе Семидневной битвы полк сражался при Гейнс-Милл (27 июня), где потерял 34 человека убитыми и 96 ранеными. 30 июня он участвовал в сражении при Глендейле, где был потерян 31 человек убитыми и 95 ранеными.